# 克諾勒巴赫河
52°12′14″N 8°35′27″E / 52.20389°N 8.59083°E
克諾勒巴赫河（德語：Knollerbach），是德國的河流，位於該國西部，處於北萊茵-威斯特法倫州，屬於埃爾瑟河的左支流，河道全長2.2公里，流域面積3平方公里。